# Llista de rosegadors i lagomorfs del Solsonès
Els mamífers de l'ordre dels rosegadors presents al Solsonès pertanyen a quatre famílies: els esciúrids, els glírids, els micròtids i els múrids mentre que els de l'ordre dels lagomorfs pertanyen a una única família: els lepòrids

### Esquirol

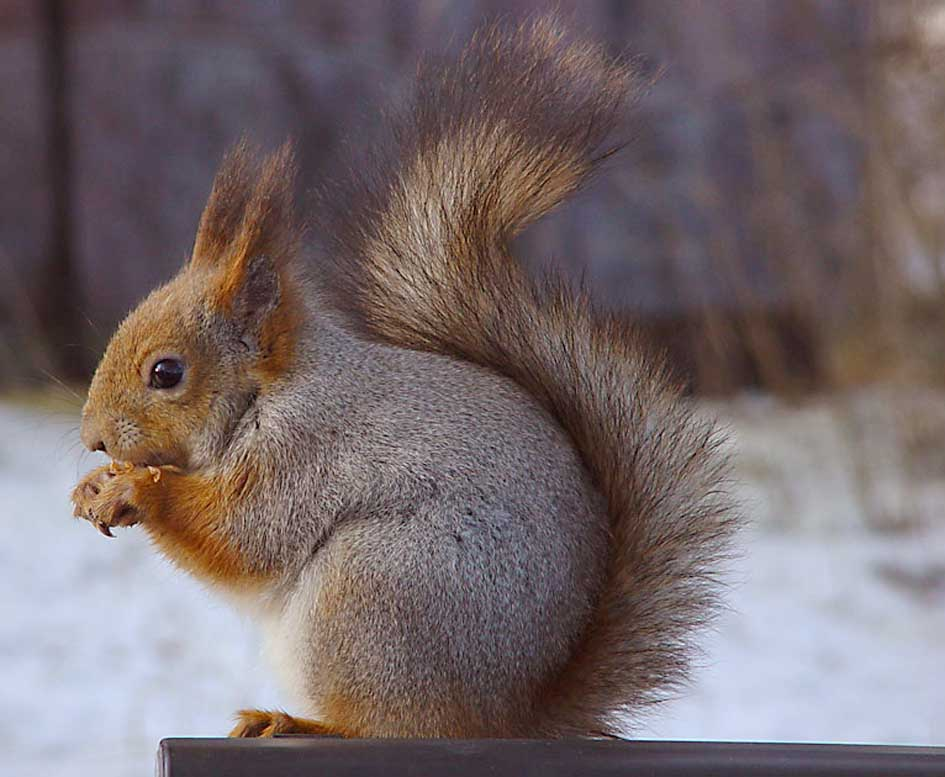
Esquirol

### Rata d'aigua

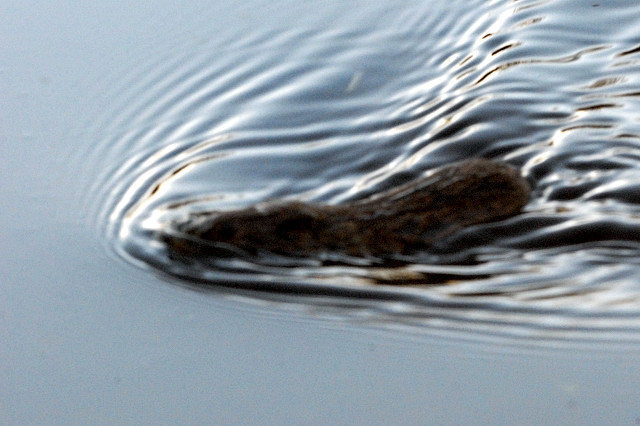
Rata d'aigua

## Família dels micròtids

### Talpó dels prats
El talpó dels prats o el talpó camperol és una espècie de la qual no es té notícia de la seva presència a la comarca però sí que s'han constatat indicis indirecte que permeten pensar que pot ser present a les parts culminants de la serra del Verd.

### Talpó muntanyenc

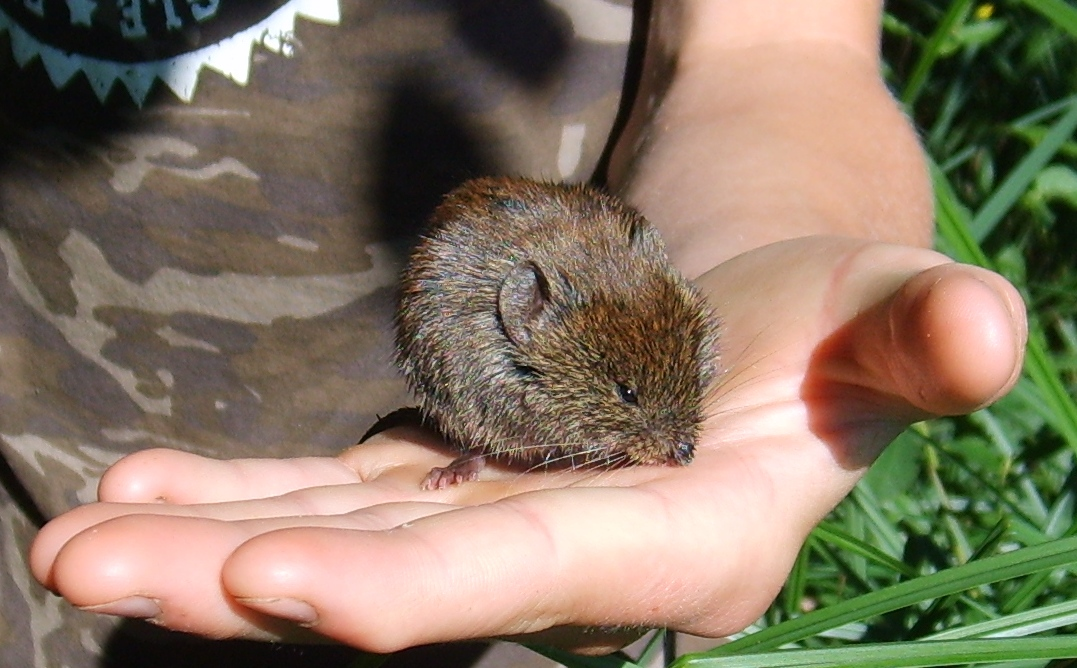
Talpó muntanyenc

### Rata comuna

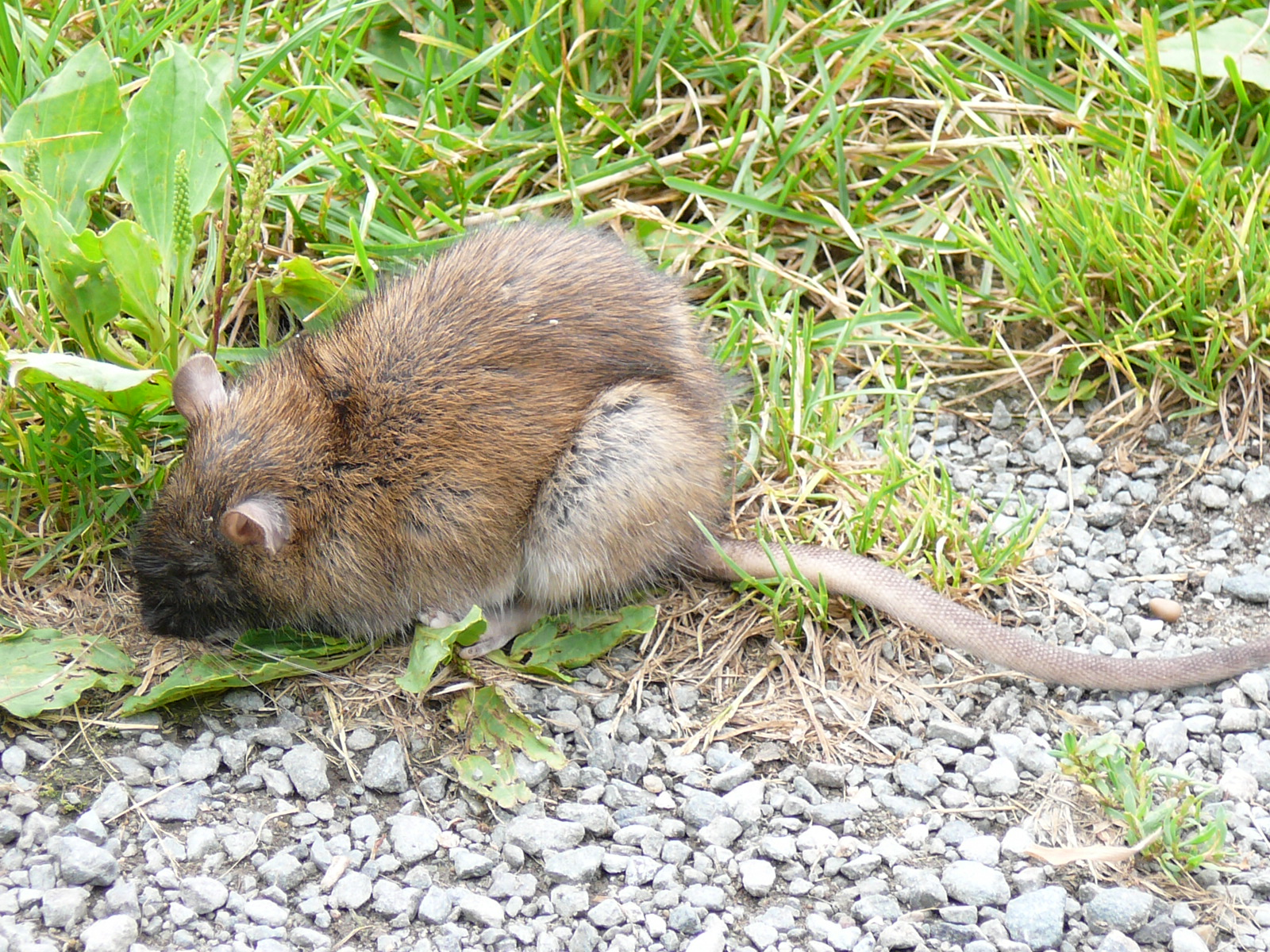
Rata comuna

### Rata negra

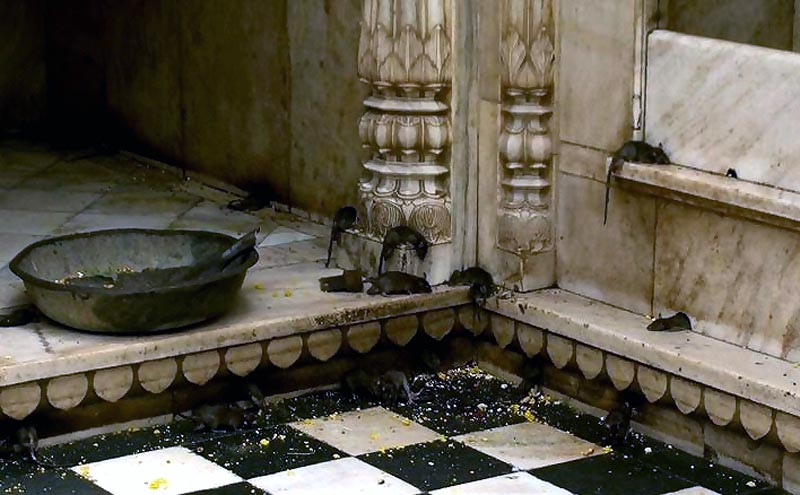
Rata negra

### Ratolí casolà

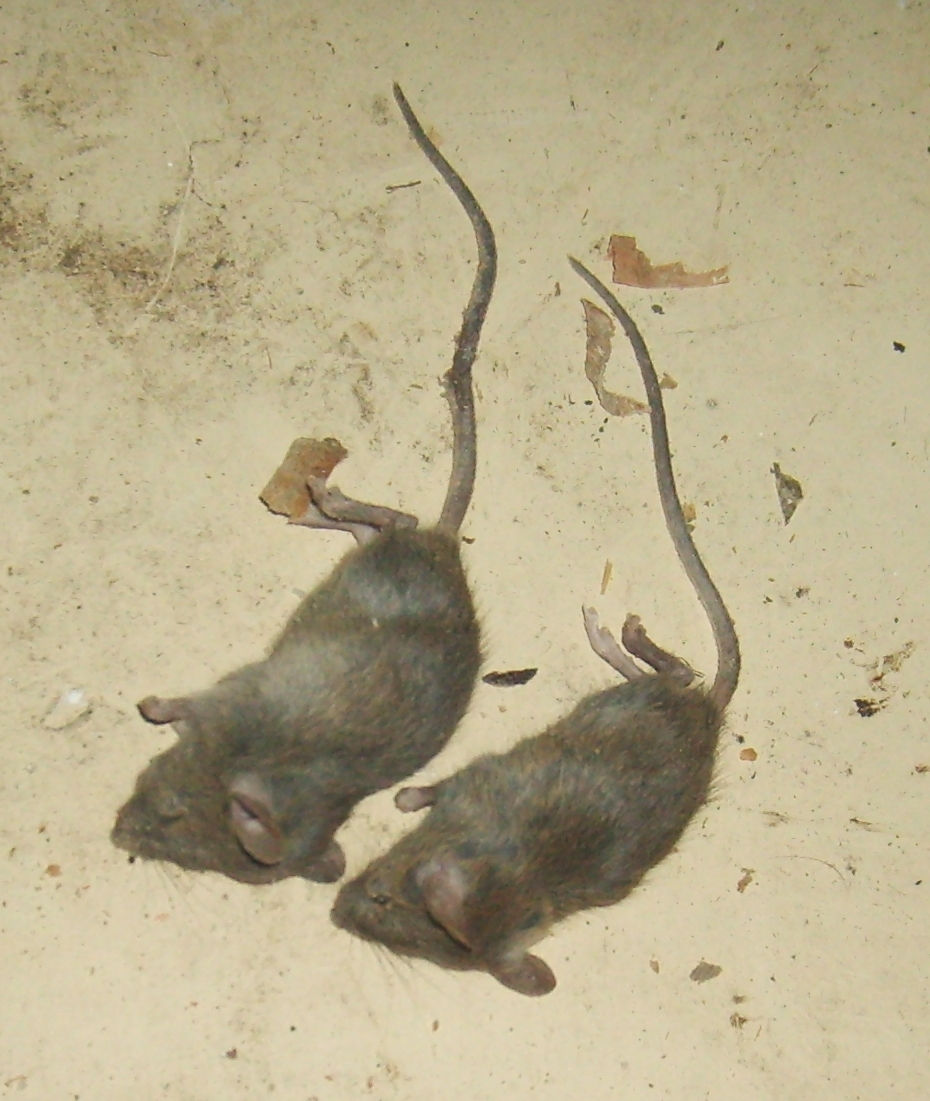
Ratolí casolà

### Ratolí de bosc

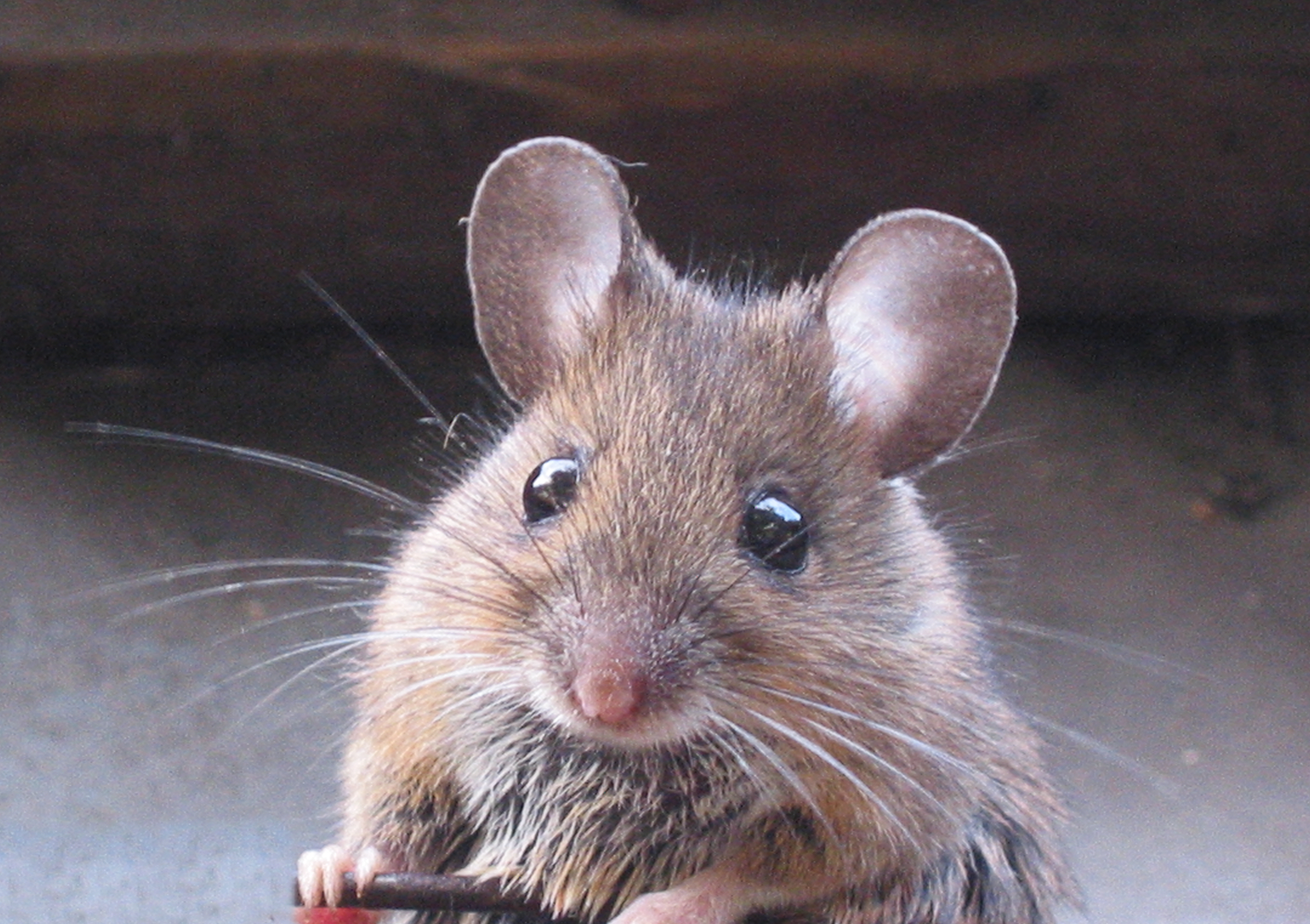
Ratolí de bosc

### Conill

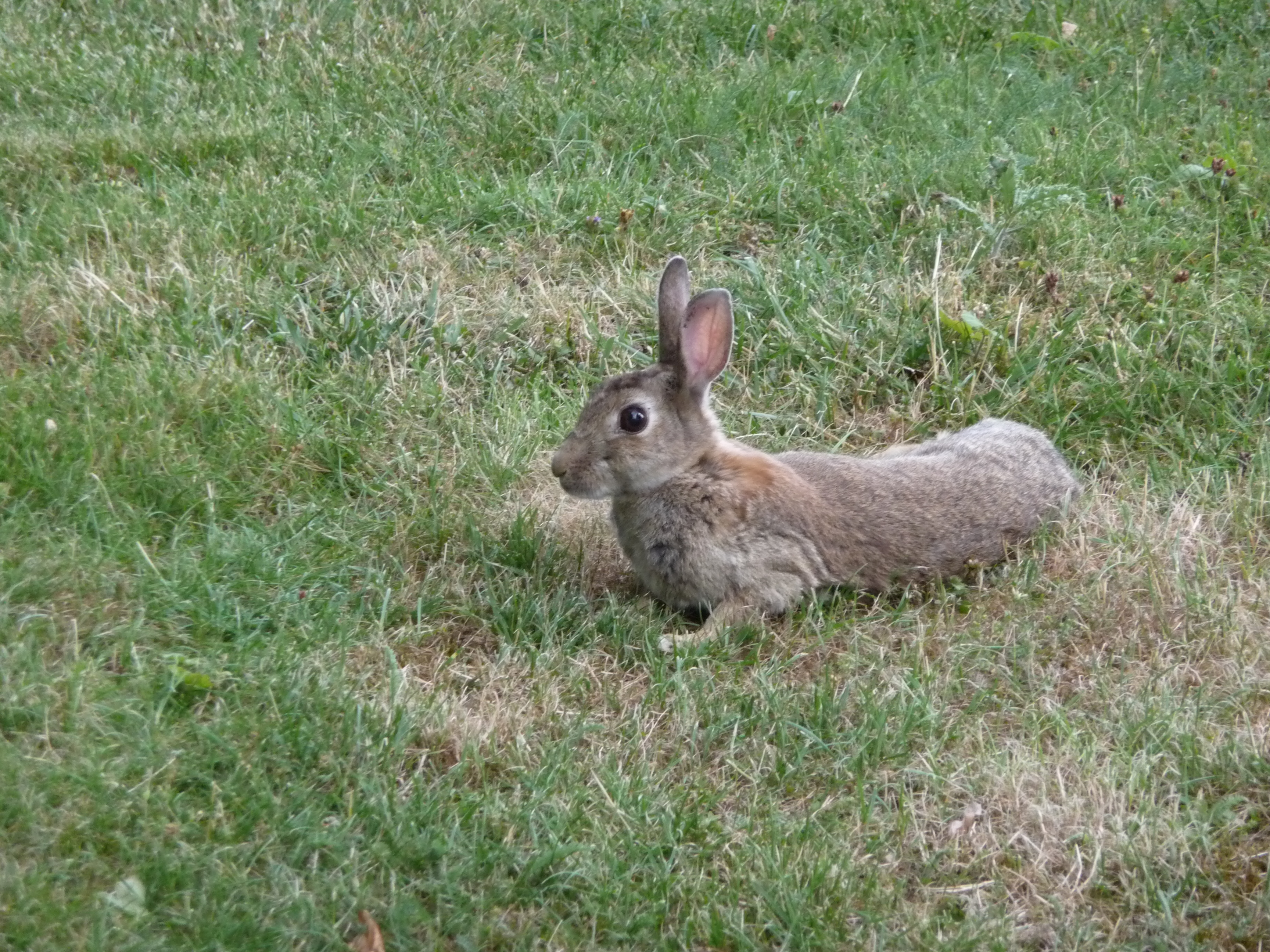
Conill

### Llebre

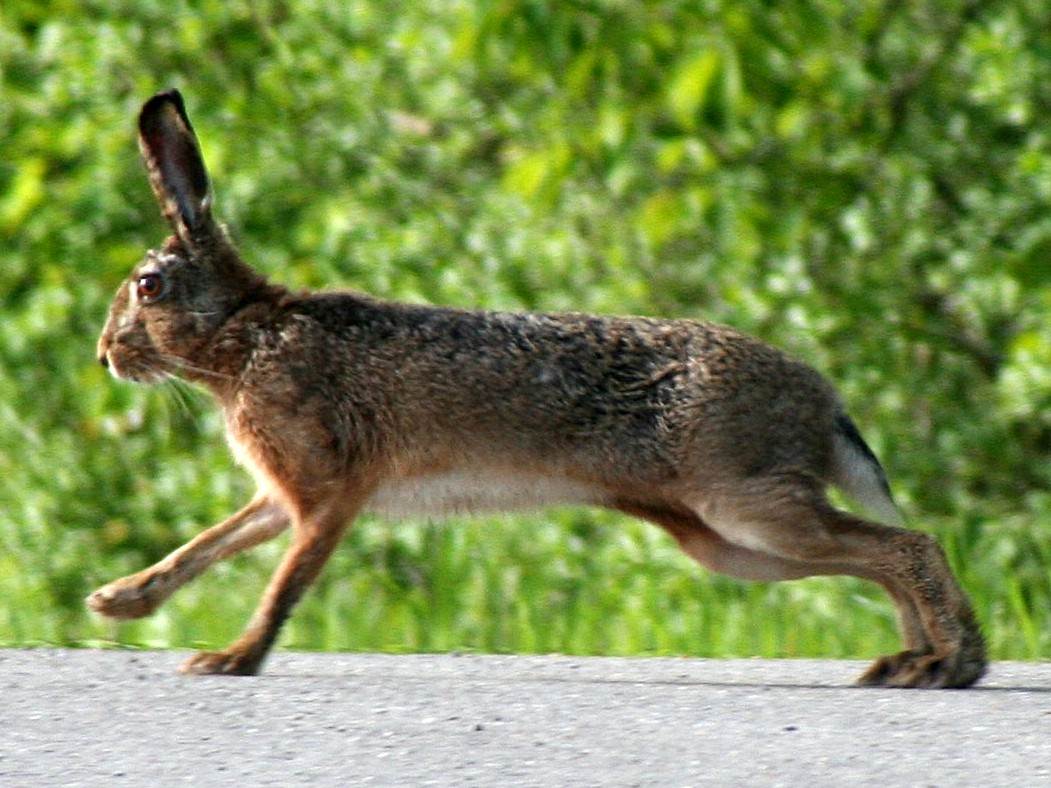
Llebre